# San Juan (contea di Hidalgo, Texas)
San Juan è un centro abitato degli Stati Uniti d'America situato nella contea di Hidalgo dello Stato del Texas.
La popolazione era di 33.970 persone al censimento del 2010. Fa parte dell'area metropolitana di McAllen–Edinburg–Mission e Reynosa–McAllen.

## Geografia fisica
San Juan è situata a 26°11′33″N 98°09′10″W (26.192451, -98.152708).
Secondo lo United States Census Bureau, ha un'area totale di 11,0 miglia quadrate (28 km²).
La comunità si trova nella valle del Rio Grande, a sud della U.S. Route 83 e est di U.S. Route 281.

## Società

### Evoluzione demografica
Secondo il censimento del 2000, c'erano 26.229 persone, 6.606 nuclei familiari e 5.952 famiglie residenti nella città. La densità di popolazione era di 2.383,0 persone per miglio quadrato (919,8/km²). C'erano 7.719 unità abitative a una densità media di 701,3 per miglio quadrato (270,7/km²). La composizione etnica della città era formata dal 4,4% di bianchi, lo 0,34% di afroamericani, lo 0,8% di nativi americani, lo 0,09% di asiatici, lo 0,03% di isolani del Pacifico, il 15,93% di altre razze, e l'1,89% di due o più etnie. Ispanici o latinos di qualunque razza erano il 95,12% della popolazione.
C'erano 6.606 nuclei familiari di cui il 56,7% aveva figli di età inferiore ai 18 anni, il 69,0% aveva coppie sposate conviventi, il 17,1% aveva un capofamiglia femmina senza marito, e il 9,9% erano non-famiglie. L'8,6% di tutti i nuclei familiari erano individuali e il 4,2% aveva componenti con un'età di 65 anni o più che vivevano da soli. Il numero di componenti medio di un nucleo familiare era di 3,95 e quello di una famiglia era di 4,19.
La popolazione era composta dal 37,4% di persone sotto i 18 anni, l'11,9% di persone dai 18 ai 24 anni, il 27,4% di persone dai 25 ai 44 anni, il 15,6% di persone dai 45 ai 64 anni, e il 7,8% di persone di 65 anni o più. L'età media era di 26 anni. Per ogni 100 femmine c'erano 93,5 maschi. Per ogni 100 femmine dai 18 anni in giù, c'erano 88,4 maschi.
Il reddito medio di un nucleo familiare era di 22.706 dollari e quello di una famiglia era di 23.314 dollari. I maschi avevano un reddito medio di 18.756 dollari contro i 16.910 dollari delle femmine. Il reddito pro capite era di 7.945 dollari. Circa il 32,7% delle famiglie e il 34,4% della popolazione erano sotto la soglia di povertà, incluso il 40,6% di persone sotto i 18 anni e il 24,8% di persone di 65 anni o più.